# Sky-Watcher
Sky-Watcher est une compagnie de distribution fondée en 1999 par Synta Technology Corporation of Taiwan (en) (Synta Taiwan), fabricant de télescopes, de lunettes astronomiques et d'autres types d'équipement astronomique destinés à l'astronomie amateur, tels des montures de télescopes (en) et des oculaires. Ses produits sont faits à la Suzhou Synta Optical Technology (en) de Suzhou, en Chine.
Sky-Watcher produit des lunettes et télescopes dont les diamètres varient de 2,4 pouces (60,96 mm) à 18 pouces (457,2 mm) dont les montures sont manipulables manuellement ou à l'aide d'un système GoTo. Depuis 2008, la compagnie manufacture également des télescopes Dobson dont le tube se replie.

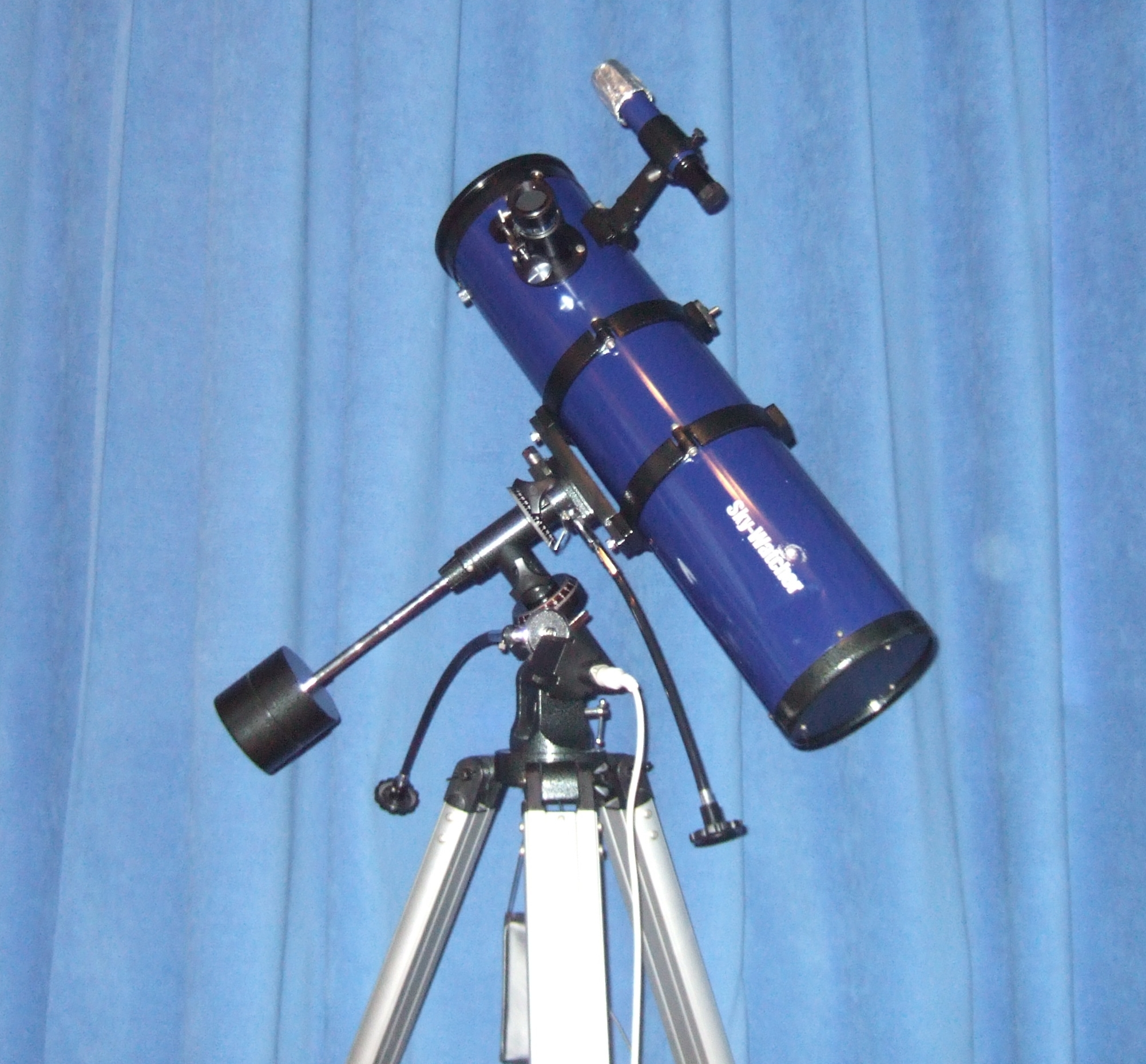
Télescope Sky Watcher.

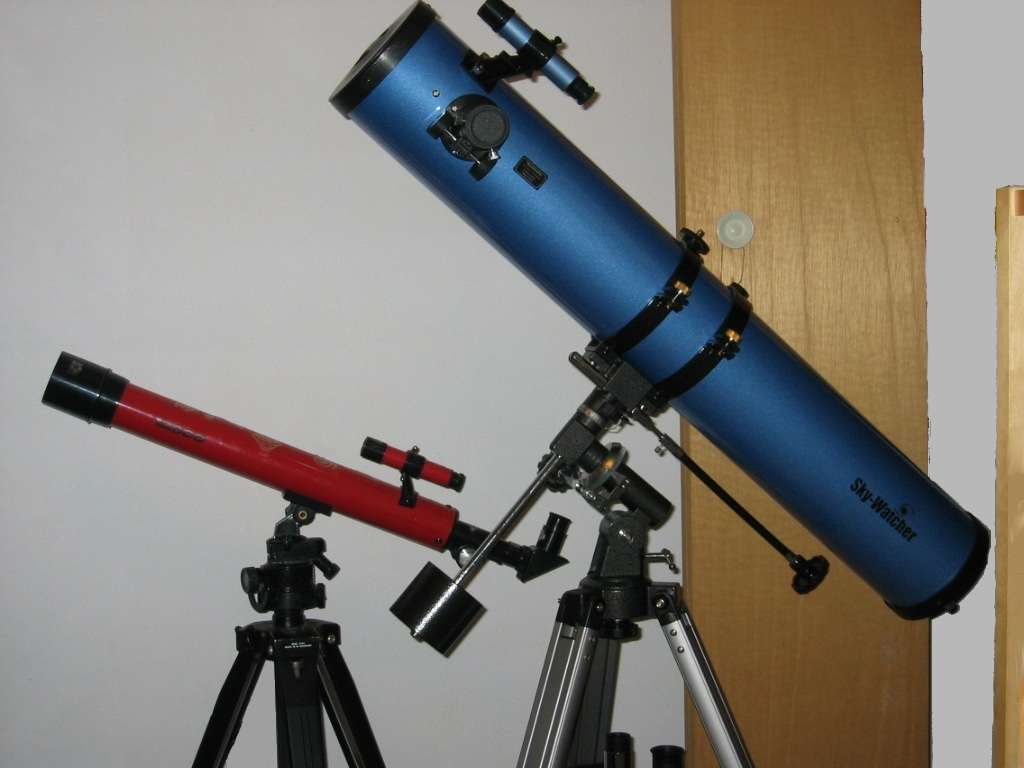
Télescope Sky-Watcher 114 mm EQ1 (à droite) et une lunette astronomique Tasco (à gauche).

La distribution couvre le Canada et l'Europe et, depuis la fin des années 2000, les États-Unis.

## Histoire
En 1999, Sky-Watcher est lancé dans le but de vendre les produits de Synta Taiwan, notamment en établissant un bureau à Richmond, au Canada. À partir de 2000, les premiers télescopes Dobson sont produits et, en 2001, les premiers Maksoutov.
En 2004, Sky-Watcher produit ses premières lunettes astronomiques apochromatiques.
Depuis 2008, la compagnie coopère avec la verrerie Schott AG.